# 朱震达
朱震达（1930年—2006年），男，浙江海宁人，中国沙漠学家、地貌学家，曾任中国环境科学学会常务理事。